# Dolbina elegans
Dolbina elegans là một loài bướm đêm thuộc họ Sphingidae. Loài này có ở Ukraina, Moldavia, qua phía đông România và phía đông và phía nam Bulgaria, phía bắc Hy Lạp, phía tây và phía nam Thổ Nhĩ Kỳ to phía bắc Syria, phía tây Jordan, Israel, phía bắc Iraq và phía bắc Iran.
Sải cánh khoảng 40–53 milimét (1,6–2,1 in). 
Ở châu Âu they are mainly found vào tháng 7 và vào tháng 4 phía nam Bulgaria.
Ấu trùng có lẽ ăn các loài Fraxinus.